# Tornei di tennis femminili indipendenti nel 1988
Nel 1988 la maggior parte dei tornei di tennis femminili facevano parte del WTA Tour 1988 ma alcuni non erano inseriti in nessuno circuito.

## Gennaio
Nessun evento

## Febbraio
Nessun evento

## Marzo
Nessun evento

## Aprile
Nessun evento

## Maggio
Nessun evento

## Giugno
| Settimana | Torneo                                                                   | Vincitore           | Finalista       | Semifinalisti | Eliminati ai quarti |
| --------- | ------------------------------------------------------------------------ | ------------------- | --------------- | ------------- | ------------------- |
| giugno    | Kent Championships 1988 Beckenham, Gran Bretagna Erba Singolare - Doppio | Robin White 6-3 6-2 | Ann Henricksson |               |                     |
| giugno    | Kent Championships 1988 Beckenham, Gran Bretagna Erba Singolare - Doppio |                     |                 |               |                     |

## Luglio
| Settimana | Torneo                                                                                  | Vincitore                             | Finalista                   | Semifinalisti | Eliminati ai quarti |
| --------- | --------------------------------------------------------------------------------------- | ------------------------------------- | --------------------------- | ------------- | ------------------- |
| 10 luglio | Invitation Tournament Gunze 1988 Osaka, Giappone Singolare - Doppio                     | Steffi Graf 6-0 6-0                   | Manuela Maleeva Fragniere   |               |                     |
| 10 luglio | Invitation Tournament Gunze 1988 Osaka, Giappone Singolare - Doppio                     |                                       |                             |               |                     |
| 17 luglio | Internazionali Femminili di Palermo 1988 Palermo, Italia Terra rossa Singolare - Doppio | Karin Kschwendt 4-6 6-4 6-1           | Marzia Grossi               |               |                     |
| 17 luglio | Internazionali Femminili di Palermo 1988 Palermo, Italia Terra rossa Singolare - Doppio | Janet Souto Rosa Bielsa 6–3, 2–6, 7–5 | Allison Cooper Mary Norwood |               |                     |

## Agosto
| Settimana | Torneo                                                       | Vincitore                        | Finalista         | Semifinalisti | Eliminati ai quarti |
| --------- | ------------------------------------------------------------ | -------------------------------- | ----------------- | ------------- | ------------------- |
| 7 agosto  | WTA Austrian Open 1988 Kitzbühel, Austria Singolare - Doppio | Petra Schwarz-Ritter 2-6 6-0 6-2 | Karin Oberleitner |               |                     |
| 7 agosto  | WTA Austrian Open 1988 Kitzbühel, Austria Singolare - Doppio |                                  |                   |               |                     |

## Settembre
Nessun evento

## Ottobre
| Settimana  | Torneo                                                                    | Vincitore               | Finalista | Semifinalisti | Eliminati ai quarti |
| ---------- | ------------------------------------------------------------------------- | ----------------------- | --------- | ------------- | ------------------- |
| 23 ottobre | River Plate Championships 1988 Buenos Aires, Argentina Singolare - Doppio | Florencia Labat 6-2 6-1 | Moreno    |               |                     |
| 23 ottobre | River Plate Championships 1988 Buenos Aires, Argentina Singolare - Doppio |                         |           |               |                     |

## Novembre
| Settimana   | Torneo                                                 | Vincitore              | Finalista      | Semifinalisti | Eliminati ai quarti |
| ----------- | ------------------------------------------------------ | ---------------------- | -------------- | ------------- | ------------------- |
| 20 novembre | Austrian Indoors 1988 Wels, Austria Singolare - Doppio | Eva Švíglerová 6-3 6-1 | Marion Maruska |               |                     |
| 20 novembre | Austrian Indoors 1988 Wels, Austria Singolare - Doppio |                        |                |               |                     |

## Dicembre
Nessun evento